# 麦金托什 (南达科他州)
麦金托什（英語：McIntosh），是美国南达科他州下属的一座城市。根据2010年美国人口普查，该市有人口171人。论人口在本州排行第192。